# Bidoeira de Cima
Bidoeira de Cima ist eine Gemeinde (Freguesia) im portugiesischen Kreis Leiria. In ihr leben 2236 Einwohner (Stand 19. April 2021).

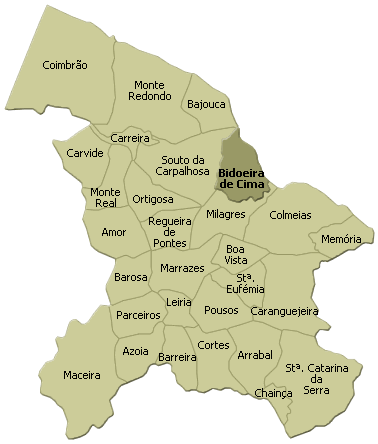
Lage der Gemeinde im Kreis Leiria

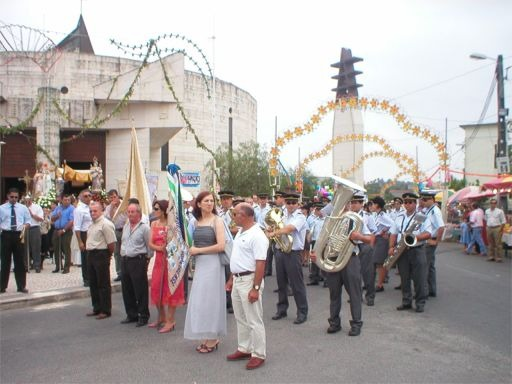
Alljährlicher Festtags-Umzug in Bidoeira de Cima (August 2008)

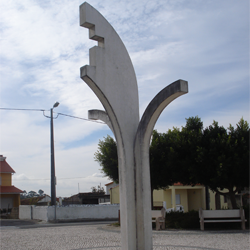
Denkmal auf dem Kirchplatz in der Ortsmitte

## Geschichte
Die Gemeinde wurde im Jahr 1985 neu erschaffen, durch Ausgliederung aus der Gemeinde von Milagres.

## Kultur und Sehenswürdigkeiten
Die 1995 errichtete Gemeindekirche Igreja Paroquial de Bidoeira (auch Igreja do Imaculado Coração de Maria) steht unter Denkmalschutz des Kreises.

## Verwaltung
Bidoeira de Cima ist Sitz einer gleichnamigen Gemeinde. Folgende Ortschaften liegen in ihr:
- Bidoeira de Baixo
- Bidoeira de Cima
- Carriço
- Casais da Bidoeira
- Mata da Bidoeira
- Pêga
- Texugueira
- Vale Coelho